# دبستان دشت بیاض
دبستان دشت بیاض یکی از نخستین مراکز آموزشی نوین در ایران بود که در سال ۱۳۰۰ شمسی در روستای دشت بیاض راه اندازی شد.
اکنون این مدرسه تحت عنوان «دبستان بدر دشت بیاض» شناخته می‌شود که در محله دشت بیاض در شهر خضری دشت بیاض از توابع شهرستان قاینات قرار دارد.

## تاریخچه
قبل از مدارس جدید، مدارس علمیه و همچنین مکتب خانه‌ها نقش بسزایی در آموزش و تعلیم به پسران و دختران خردسال داشتند. اما ایده آموزش نوین برای اولین بار در منطقه قاینات پس از سفر ابراهیم خان علم به تهران و دیدن مدرسه دارالفنون در تهران شکل گرفت. چنین آرزویی توسط شوکت الملک به تحقق پیوست و اولین مدرسه تحت عنوان شوکتیه در سال ۱۲۸۲ در بیرجند راه اندازی شد. این مدرسه پس از دارالفنون تهران و رشدیه تبریز، سومین مرکز آموزش نوین در ایران بود.
پس از تأسیس شوکتیه، مدارسی در قاین (۱۲۹۶)، نهبندان (۱۲۹۹)، دشت بیاض (۱۳۰۰)، و درخش ایجاد شد.
نکته شایان توجه اینکه مسئول مدرسه معرفت قاین، جمال الدین عقیلی (نظام العلما دشت بیاضی) بود.
هادی هادوی، یکی از اکابر بیرجند، در مقدمه دیوان اشعار خود به این موضوع اشاره کرده و می‌گوید:
«من حکمران معارف پژوه را در تأسیس مدرسه تشویق کردم و پسرم را به مدرسه فرستادم و جنجال آقایانی را که از اصول اجتماعی بی بهره بودند، به چیزی نشمردم؛ چه، می‌دانستم که اگر این ملت بر این جهالت بماند، به سرعت دستخوش اجانب می‌آیند» لذا با این ابتکار، پس از چندی علاوه برمردم شهر، اشخاص مطلع دهات دور و نزدیک بیرجند نیز آمادگی پیدا کردند تا نوباوگان خود را به آن مدرسه بسپارند. در سال ۱۲۹۹ ش دومین مدرسه شوکتیه در نهبندان و در سال ۱۳۰۰، سومین مدرسه در دشت بیاض افتتاح شد.